# Rainer Kunde
Rainer Kunde (* 1. Mai 1960) ist ein ehemaliger deutscher Fußballspieler. In den 1980er Jahren spielte er für die Betriebssportgemeinschaft Wismut Aue in der DDR-Oberliga, der höchsten Liga im DDR-Fußball.

## Sportliche Laufbahn
Die ersten Spiele im DDR-weiten Männerfußball bestritt Rainer Kunde in der Saison 1981/82 für die BSG Motor Werdau in der zweitklassigen DDR-Liga. Er sicherte sich mit 19 Ligaeinsätzen sofort einen Stammplatz, wurde hauptsächlich als Rechtsaußenstürmer eingesetzt und erzielte vier Tore.
Noch vor dem Saisonende wurde Kunde zum Oberligisten Wismut Aue delegiert, wo er in den beiden letzten Punktspielen als Einwechselspieler eingesetzt wurde. In seiner ersten vollen Oberligasaison kam er zu 16 Punktspieleinsätzen. Zehnmal stand er in der Startelf, bestritt aber nur drei Begegnungen über die volle Spieldauer. Am 7. Spieltag erzielte sein erstes Oberligator. Nach dem Ausscheiden des Stürmers Frank Stein rückte Kunde während der Saison 1983/84 in die Stammelf auf und bestritt 20 Oberligaspiele. Auch zur Spielzeit 1984/85 hatte die BSG-Leitung Rainer Kunde wieder für die Oberligamannschaft nominiert, er wurde aber nur am 12. und 13. Spieltag jeweils mit Kurzeinsätzen von 32 bzw. sechs Minuten eingesetzt. Dabei gelang ihm jeweils ein Tor, am 13. Spieltag war es der Siegtreffer zum 2:1 gegen den 1. FC Lokomotive Leipzig. Unter dem Trainer Hans Speth fand Kunde 1985/86 wieder zur Stamm-Mannschaft zurück. Nachdem er zunächst unter Harald Fischer und Konrad Schaller nur sporadisch neunmal aufgeboten wurde und nur drei Vollzeitspiele absolvierte, setzte ihn Speth in den 13 Rückrundenspielen elfmal als Stürmer ein. Erneut kam er zu zwei Torerfolgen. In der Saison 1986/87 war Kunde nur noch Ersatzspieler. Bei seinen 14 Einsätzen stand er nur fünfmal in der Startelf, nur zweimal brachte er es auf die volle Spieldauer. Seine letzte Oberligasaison bestritt Rainer Kunde 1987/88 mit nur acht Einsätzen, nur einmal über 90 Minuten. 
Nach 82 Oberligaspielen mit fünf Toren wechselte Kunde zur Saison 1988/89 zum DDR-Ligisten BSG Wismut Gera. Dort spielte er jedoch nur zehnmal in der Hinrunde hauptsächlich als Mittelstürmer und kam zu zwei Torerfolgen. Danach verschwand er für ein Jahr aus dem höheren Ligenbetrieb, um im Frühjahr 1988 bei der BSG Stahl Thale wieder in der DDR-Liga aufzutauchen. Er spielte dort vom 15. bis zum 34. und letzten Spieltag in 13 Punktspielen und schoss die letzten beiden Tore seiner bekannt gewordenen Fußballerlaufbahn. In der Saisonvorschau 1989/90 meldete die Sportpresse: „Abgang: unbekannt“. 